# Longhu

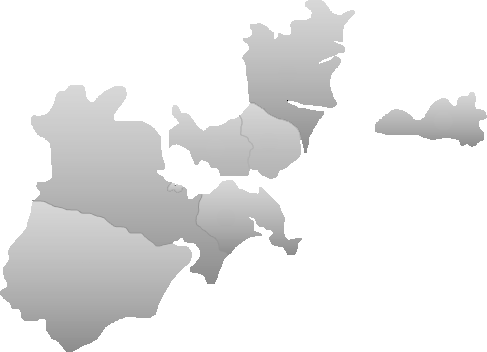
Lage des Stadtbezirks Longhu im Gebiet der bezirksfreien Stadt Shantou

Longhu (chinesisch 龙湖区, Pinyin Lónghú Qū) ist ein chinesischer Stadtbezirk der bezirksfreien Stadt Shantou (Swatow) in der Provinz Guangdong. Der Stadtbezirk hat eine Fläche von 119,4 km² und zählt 630.749 Einwohner (Stand: Zensus 2020).

## Administrative Gliederung
Auf Gemeindeebene setzt sich der Stadtbezirk aus fünf Straßenvierteln und zwei Großgemeinden zusammen. 